# هفته مد پاریس
هفتهٔ مُد پاریس (به انگلیسی: Paris Fashion Week)، یکی از چهار رویداد مهم مد در دنیاست که سالانه دو بار در شهر پاریس فرانسه برگزار می‌شود. هفته مد پاریس، در دو مقطع بهاره/تابستانه و پاییزه/زمستانه به معرفی جدیدترین مدها می‌پردازد.

## برگزار کننده
تاریخ برگزاری این مراسم توسط فدراسیون مد فرانسه(به انگلیسی: French Federation of Fashion) تعیین می‌شود. این فدراسیون در سال ۱۹۷۳ پا به عرصه وجود گذارد. این فدراسیون، شامل سه زیرمجموعه به نام‌های اتحادیه کارگران اوت کوتور، اتحادیه کارگران طراحان مد مردان و اتحادیه کارگردان طراحان مد زنان و لباس‌های آماده است. ایده اولیه این فدراسیون از اتاق صنفی اوت کوتور پاریس (به فرانسوی: Chambre syndicale de la haute couture parisienne) که در سال ۱۸۶۸ تأسیس شده بود گرفته شد. فدراسیون مد فرانسه هم‌چنین مدرسه‌ای به نام دانشکده دوخت پاریس (به فرانسوی: École de la chambre syndicale de la couture parisienne) را که در سال ۱۹۲۸ تأسیس شده‌است را زیر نظر دارد.

## روند برگزاری هفته‌های مد
هفته مد پاریس در کنار هفته مد لندن، هفته مد میلان و هفته مد نیویورک به عنوان چهار رخداد مهم در دنیای مد مطرح هستند. این چهار رویداد در امتداد هم و ابتدا در نیویورک، سپس در لندن، سوم در میلان و در آخر به پاریس می‌رسد و هر سال مطرح‌ترین طراحان، برندها و فعالان حوزه پوشاک و مد در آن حضور دارند. به غیر از این چهار رویداد، بسیاری از کشورهای دنیا نیز هفته‌های مد بزرگ و کوچکی ترتیب داده‌اند، اما هم‌چنان این چهار هفته مد، به عنوان بزرگ‌ترین رخدادهای دنیای مد و فشن به حساب می‌آیند.

## رخدادهای سال ۲۰۱۲
در این سال، هفته مد پاییزه/زمستانه از ۱۸ ژانویه آغاز به کار کرد. در این هفته مد، ابتدا یوهان سرفاتی آخرین دستاوردهای خود را بر روی استیج به معرض نمایش عمومی گذارد. پس از کت‌واک مانکن‌های سرفاتی، برندها و خانه‌های مد بزرگی هم‌چون، لویی ویتون، دیور، پاول اسمیت و … به ارائه آخرین طراحی‌های خود پرداختند. آن طور که در معرفی برنامه‌های سال ۲۰۱۲ هفته مد پاریس آمده بود، هدف سال، معرفی و افزایش فروش برندهای مطرح عنوان شده بود. به عقیده برگزار کنندگان هفته مد پاریس، این طراحان که برترین طراحان و صاحبان برترین برندهای مد در دنیا هستند، باید جدیدترین و بهترین کارهای خود را در کت‌واک‌ها ارائه دهند.

## رخدادهای سال ۲۰۱۳
هفته مد پاریس برای سال جدید برنامه‌های خود را اعلام کرده‌است. کت‌واک و نمایشگاه پوشاک آقایان از ۱۶ تا ۲۰ ژانویه برگزار شده بود. هم‌چنین برنامه اوت کوتور نیز که مخصوص فرانسه است، از ۲۱ تا ۲۴ ژانویه برپا بوده‌است. اما هفته مد پاییزه/زمستانه امسال از ۲۶ فوریه تا ۶ مارس برپا خواهد بود. هم‌چنین هفته مد بهاره/تابستانه پاریس امسال نیز، از ۲۴ سپتامبر تا ۲ اکتبر برگزار می‌شود.

## ران‌وی‌های دیگر
علاوه بر نمایش و عرضه لباس‌های آماده در هفته مد پاریس، بخشی از هفته مد، به صورت اختصاصی به آقایان و اوت کوتور اختصاص دارد که مانند دیگر برنامه‌های هفته مد پاریس به صورت دو بار در سال و در دو سری بهاره/تابستانه و پاییزه/زمستانه به عرضه محصولات خود می‌پردازند.